# Мухин, Григорий Денисович
Григо́рий Дени́сович Му́хин (17 ноября 1901, Васильевка, Воронежская губерния — 1 апреля 1990, Гомель)  — советский военачальник, генерал-майор (01.10.1942), командир 247-й стрелковой дивизии (1942—1945), участник Гражданской и Великой Отечественной войны.

## Биография
Родился 17 ноября 1901 года в слободе Васильевка, ныне в Бутурлиновском районе, Воронежской области. До службы в армии  работал счетоводом в магазине в слободе Васильевка.

### Военная служба

#### Гражданская война
20 марта 1918 года добровольно вступил в РККА и зачислен красноармейцем в охранную роту Бобровского гарнизона. В августе направлен на 1-е Московские курсы комсостава, после их окончания с февраля 1919 года был командиром роты и помощником командира роты во 2-м отдельном интернациональном батальоне. С апреля служил политруком в 3-м отдельном батальоне морской пехоты, влившемся затем в 1-й сводный полк экспедиционного корпуса. С октября командовал ротами в 319-м и 199-м стрелковых полках 36-й стрелковой дивизии. В ее составе воевал на Южном фронте против генералов П. Н. Краснова и А. И. Деникина. Член ВКП(б) с 1919 года. С февраля 1920 года служил помощником командира и командиром батальона в 200-м стрелковом полку 23-й стрелковой дивизии. В ее составе сражался с войсками генерала П. Н. Врангеля на Кубани. С сентября 1920 года по январь 1922 года находился по ранению в госпитале, затем состоял в резерве при штабе ЧОН ОрВО и командовал взводом в 39-й отдельной роте ЧОН.

#### Межвоенные годы
С декабря 1922 года по июнь 1923 года проходил обучение на повторных курсах среднего комсостава при штабе ЧОН Западного фронта в городе Смоленск. После окончания командовал 724-й отдельной ротой ЧОН, а с марта 1924 года исполнял должность помощника командира 720-го отдельного батальона ЧОН. С ноября был назначен помощником командира батальона в 81-м стрелковом полку 27-й Омской стрелковой дивизии ЗапВО, а в январе 1926 г. назначен пом. начальника штаба 79-го стрелкового полка этой дивизии. Затем переведен на ту же должность в 12-й стрелковый полк 4-й стрелковой им. Германского пролетариата дивизии, а с октября 1928 года исполнял должность начальника штаба полка. С июня 1929 года служил в штабе округа в должностях помощником начальника шифровальной части и начальника команды одногодичников, затем в феврале 1930 года назначен начальником 3-й части штаба 11-го стрелкового корпуса (г. Смоленск). С мая по сентябрь 1931 года находился на специальных КУКС при 8-м отделе Штаба РККА, а в январе 1932 года направлен на Дальний Восток на должность помощника начальника 8-го отдела штаба ОКДВА. В августе 1933 года он был назначен начальником 7-го отдела штаба Забайкальской группы войск. При сформировании на ее базе управления ЗабВО в июне 1935 года утвержден начальником 10-го отдела. С декабря 1936 года по август 1937 года находился на курсах «Выстрел», затем командовал 61-м отдельным разведывательным батальоном 36-й мотострелковой дивизии. 21 ноября 1939 года назначен командиром батальона курсантов в Тюменское пехотное училище. В июле 1940 года принял командование 720-м стрелковым полком 162-й стрелковой дивизии, входившей в 25-й стрелковый корпус ХВО. Накануне войны дивизия находилась в Святогорских лагерях в городе Лубны Полтавской области.

#### Великая Отечественная война
С началом Великой Отечественной войны 27 июня 1941 года дивизия в составе 25-го стрелкового корпуса убыла из лагерей на фронт под Киев, затем в спешном порядке по ж. д. переброшена на витебское направление. Выгрузившись на станциях Рудня и Лиозно 7 июля, она пешим порядком под сильным воздействием вражеской авиации начала выдвижение для сосредоточения севернее Витебска. 10 июля, форсировав реку Западная Двина, ее части вступили в тяжелые бои с 3-й немецкой танковой группой. Понеся большие потери, они были отброшены на левый берег реки и заняли оборону на рубеже Велиж, Верховье. В середине июля в ходе Смоленского сражения корпус был окружен и фактически разгромлен. В этих боях дивизия понесла большие потери и после выхода из окружения была сосредоточена в 2 км северо-восточнее Вязьмы (дер. Жебриково). 
С августа 1941 года подполковник  Мухин командовал 918-м стрелковым полком 250-й стрелковой дивизии и в составе 30-й армии и участвовал с ним в Смоленском сражении на духовщинском направлении. В начале октября дивизия вошла в группу генерал-майора Лебеденко и вела тяжелые оборонительные бои, прикрывая город Белый, затем отходила на Оленино. С 5 октября по 17 ноября 1941 года она в составе 29-й армии Западного и Калининского фронтов участвовала в битве под Москвой, прикрывая отход войск 29-й и 22-й армий на рубеже реки Лоба в районе Ржев, Зубцов, затем отражала наступление противника на торжокском направлении. 
С ноября 1941 года Мухин исполнял должность начальника штаба 250-й стрелковой дивизии и в составе 31-й армии Калининского фронта участвовал с ней в Калининских оборонительной и наступательной операциях. С 13 по 16 декабря он был прикомандирован к штабу армии для работы в оперативном отделе, затем назначен начальником штаба 247-й стрелковой дивизии. С 3 января 1942 года вступил в командование этой дивизией и в составе той же 31-й армии участвовал с ней в Ржевско-Вяземской (январь — апрель) и Ржевско-Сычёвской (июль — август) наступательных операциях. В сентябре — октябре она находилась в резерве Западного фронта на пополнении, затем была включена в 20-ю армию и передислоцирована в район Карамзино. В ноябре — декабре 1942 года дивизия вела успешные наступательные бои на реке Вазуза, за что ее командир генерал-майор  Мухин был награжден орденом Красного Знамени. В январе — начале февраля 1943 года дивизия находилась на пополнении в районе станции Шаховская, затем была включена в 16-ю армию Западного фронта. В середине марта она перешла в резерв 10-й армии, а с августа в ее составе принимала участие в Смоленской, Спас-Деменской, Смоленско-Рославльской наступательных операциях, в ходе которых форсировала реку Десна и освободила город Рославль. Приказом ВГК от 25 сентября 1943 года ей было присвоено наименование «Рославльская», а ее командир генерал-майор  Мухин награжден орденом Суворова 2-й степени. С 3 октября 1943 года дивизия входила в 49-ю, а со 2 марта 1944 года — 31-ю армии Западного фронта. В конце марта — начале апреля 1944 года она была переброшена на 1-й Белорусский фронт в 69-ю армию и летом в ее составе участвовала в Белорусской, Люблин-Брестской наступательных операциях. С выходом к реке Висла ее части захватили плацдарм на противоположном берегу и перешли к обороне. С 14 января 1945 года дивизия под командованием  Мухина в составе 69-й армии 1-го Белорусского фронта успешно действовала в Висло-Одерской, Варшавско-Познанской и Берлинской наступательных операциях. За бои по ликвидации группировки немцев, окруженной юго-восточнее Берлина, она была награждена орденом Красного Знамени (11.6.1945). Боевые действия закончил в городе Магдебурге на реке Эльба.
За время войны комдив Мухин  был  четыре  раза персонально упомянут в благодарственных в приказах Верховного Главнокомандующего.

#### Послевоенное время
После войны в июле 1945 года расформировал дивизию и в августе назначен начальником отдела Управления комендантской службы Советской военной администрации в Германии провинции Саксония. В ноябре 1946 года зачислен в распоряжение Управления кадров Сухопутных войск. С февраля 1947 года исполнял должность военного комиссара Полоцкого, а с января 1954 года — Гомельского областных военных комиссариатов. 22 апреля 1960 года генерал-майор  Мухин уволен в запас. 
Умер в 1990 году, похоронен в городе Гомеле.

## Награды
СССР:
- два ордена Ленина (21.02.1945[4][5][5], 06.04.1945[6])
- три ордена Красного Знамени (30.01.1943[7], 03.11.1944[8][5], 24.06.1948[5])
- два ордена Суворова II степени (28.09.1943[9], 23.08.1944[10])
- орден Кутузова II степени (29.05.1945)[11])
- орден Отечественной войны I степени (06.04.1985)[12]
- орден Красной Звезды (28.10.1967)[13]
- медали в том числе:
  - «XX лет Рабоче-Крестьянской Красной Армии» (1938)
  - «За оборону Москвы»
  - «За Победу над Германией в Великой Отечественной войне 1941—1945 гг.» (1945)
  - «За взятие Берлина» (1945)
  - «За освобождение Варшавы» (1945)
  - «Ветеран Вооружённых Сил СССР» (1976)
- знак «50 лет пребывания в КПСС»

Приказы (благодарности) Верховного Главнокомандующего, в которых отмечены Мухин Г. Д. и 274-я СД под его командованием.
- За освобождение города Рославль. 25 сентября 1943 года № 25
- За овладение крупным промышленным центром Польши городом Радом — важным узлом коммуникаций и сильным опорным пунктом обороны немцев. 16 января 1945 года. № 222
- За овладение городами Ландсберг, Мезеритц, Швибус и Цюллихау — крупными узлами коммуникаций и мощными опорными пунктами обороны немцев, прикрывающими подступы к Франкфурту на Одере. 31 января 1945 года. № 266
- За завершение ликвидации группы немецких войск, окруженной юго-восточнее Берлина. 2 мая 1945 года. № 357

Других государств
- Крест Храбрых (24.04.1946, ПНР)
- медаль «За Варшаву 1939—1945» (27.04.1946, ПНР)

## Почётный гражданин
Мухин Григорий Денисович был избран почётным гражданином города Рославль (1978)